# Димитър Илиев (общественик)
Вижте пояснителната страница за други личности с името Димитър Илиев.
Димитър Илиев Христов е български юрист и общественик, автор на петиция за защита на правата на българското малцинство в Югославия.

## Биография
Димитър Илиев е роден през 1895 година в прилепската махала Варош. След 1903 година с баща си емигрира в България. Участва в Първата световна война като подпоручик в Двадесет и шести пехотен пернишки полк. Учи право в Софийския университет, завършва в Белградския.
| |  |
| Рапорт на българския пълномощен министър в Лондон Панчо Хаджимишев до министъра на външните работи и на изповеданията Атанас Буров относно проведен разговор с британския министър на земеделието Ноел Бъкстон, касаещ петицията на Илиев и Димитър Шалев до ОН за признаване правата на националните малцинства в Югославия, както и решението на британското правителство да съдейства за признаване правата на етническо малцинство на българското население в Македония. 5 юни 1930 г. |  |

В 1927 година защитава обвинените членове на Македонската младежка тайна революционна организация на Скопския студентски процес. Работи като съдия. Установява се в Женева, където заедно с Димитър Шалев и Григор Анастасов се конституират като Представителство на българското национално малцинство в Югославия. През 1930 тримата изпращат мемоар до Обществото на народите за защита на българското малцинство в Югославия. ВМРО (обединена) нарича Мемоара на Шалев, Илиев и Анастасов „шашмаджийска книжна бомба“ и „диверсия“, защото в него не се говори за „македонци“, а за „българи“.
След 1944 година работи в Прилеп като адвокат под наблюдение на властите. Умира в 1957 година в Прилеп.